# Дэлгэр
Дэлгэр (монг. Дэлгэр) — сомон аймака Говь-Алтай в юго-западной части Монголии, площадь которого составляет 6 625 км². Численность населения по данным 2009 года составила 3 104 человек.
Центр сомона — посёлок Тайган, расположенный в 88 километрах от административного центра аймака — города Алтай и в 900 километрах от столицы страны — Улан-Батора.

## География
Сомон расположен в юго-западной части Монголии на границе с аймаками Баянхонгор и Завхан. На территории Дэлгэра располагается гора Сэрх, протекает река Завхан.

## Климат
Климат резко континентальный. Средняя температура января -21 градусов, июля +14 градусов. Ежегодная норма осадков 140 мм.

## Фауна
Животный мир Дэлгэра представлен волками, лисами, корсаками, снежными барсами.

## Инфраструктура
В сомоне есть школа, больница, центры культуры и торговли.